# رقيقة الثقفية
رقيقة الثقفية صحابية من ثقيف الحجاز ناصرت رسول الله محمد ﷺ في حين دعوته ومجيئه للطائف. 
لُقبت بمسلمة الطائف.
روي عنها حدثنا محمد بن صالح بن الوليد النرسي، ثنا أبو حفص عمرو بن علي، ثنا أبو عاصم،
ثنا عبد الله بن عبد الرحمن بن يعلى بن كعب الطائفي، حدثني عبد ربه بن الحكم، قال: 
«حدثتني بنت رقيقة، عن أمها رقيقة، قالت: لما جاء النبي ﷺ ، يبتغي النصر بالطائف دخل علي فأخرجت له شرابا من سويق فقال:«يا رقيقة لا تعبدي طاغيتهم، ولا تصلي لها»، قالت: وإذا قتلوني، قال:«فإذا قالوا لك فقولي ربي رب هذه الطاغية فإذا رأيتها فولها ظهرك» 
، ثم خرج رسول الله ﷺ من عندي .»